# 速水螺旋人
速水螺旋人（日语：／ Hayami rasenjin，1971年11月30日—）是一名日本漫畫家，出身京都，創作過大量蘇聯與俄羅斯相關的軍事、SF、TRPG與桌上型遊戲，代表作為《大炮與印章》、《破靴戰線》等，在同人活動中以「東方通訊社」（ボストーク通信社）個人社團名義活動。

## 作品

### 單行本
- 『大砲とスタンプ』，講談社出版（2011年—2020年，全9巻）
- 『靴ずれ戦線 -魔女ワーシェンカの戦争-』，德間書店出版（2011年—2013年，全2卷）
- ，三才圖書出版（2018年），與津久田重吾合著
  - 《全世界無產者，聯合起來！蘇聯史筆記通》，楓樹林出版事業有限公司出版（2024年），趙鴻龍譯，ISBN：978-626-7394-67-0

## 資料來源
1. ↑  . モーニング公式サイト.   [2024-07-14]. （原始内容存档于2024-07-14） （日语）.
2. ↑  . boctokpress.booth.pm.   [2024-07-14] （日语）.